# Tele Sena
Tele Sena é um Título de Capitalização da Modalidade Popular, que foi lançado em novembro de 1991 pela Liderança Capitalização S/A, uma empresa do Grupo Silvio Santos. O pagamento do título é feito no ato da compra, sem a necessidade de investimentos mensais.

## Formato
É possível comprar Tele Senas físicas em casas lotéricas e agências dos Correios, ou optar pela versão digital, que é vendida pelo site e aplicativo oficial.
Após um ano, pode-se resgatar 50% do valor pago, com juros de 0,16% ao mês e correção monetária pela TR. Caso deseje, o consumidor poderá completar o valor e trocar pela Tele Sena em vigor.
Atualmente, são comercializadas duas versões: Tele Sena Tradicional e Tele Sena Semanal. 
A Tele Sena Tradicional é vendida em edições especiais ao longo do ano e oferece chances de ganhar em diferentes modalidades, como Mais e Menos Pontos, Grana Todo Dia e Ganhe Já, que variam a cada campanha. Caso seja selecionado, o consumidor também pode concorrer a prêmios no Painel do X, do Programa Sílvio Santos, apresentado pela Patrícia Abravanel.   
Em cada campanha são realizados 5 sorteios, em 5 domingos consecutivos. Em cada um, são sorteadas 6 dezenas, totalizando 30 dezenas ao final. 
A partir deste conjunto, serão distribuídos os seguintes prêmios, conforme regulamento de agosto/2024:
| Premiação    | Descrição |
| ------------ | --- |
| Mais Pontos  | Os títulos que tiverem o maior número de dezenas sorteadas dividirão o prêmio de 88.888,89 vezes o valor do título.                           |
| Pela Boa     | Os títulos com uma dezena sorteada a menos que os vencedores do prêmio "Mais Pontos" dividirão o prêmio de 44.444,44 vezes o valor do título. |
| Menos Pontos | Os títulos que tiverem o menor número de dezenas sorteadas dividirão o prêmio de 44.444,44 vezes o valor do título.                           |

Já as premiações "Grana Todo Dia" e "Ganhe Já"  funcionam da seguinte forma:
A premiação "Grana Todo Dia" provê 1 050 sorteios de sequências de 0.000.000 a 4.999.999, conferidos conforme o "Número da Sorte", impresso no interior do título. O valor pago por este prêmio é de 95,24 vezes o valor do título.
A premiação "Ganhe Já" é uma espécie de raspadinha, com películas raspáveis, com possibilidade de premiação entre 15 e 200.000 reais.
Por fim, a Tele Sena Semanal é mais dinâmica, tendo de 5 a 6 edições, em que é possível concorrer nas Rodadas e nos Giros da Semana, com os Números da Sorte. Além disso, caso seja selecionado, o consumidor pode participar do Vinte e Um da Sorte, no SBT, com o Luís Ricardo.  
As premiações e campanhas da Tele Sena e Tele Sena Semanal variam a cada edição e as condições gerais podem ser consultadas no site oficial.

## Sorteios
Os sorteios da Tele Sena são realizados e transmitidos pelo Sistema Brasileiro de Televisão, no decorrer da programação da emissora.
Atualmente, o sorteio da Tele Sena Tradicional é exibido no Programa Sílvio Santos, apresentado pela Patrícia Abravanel. Já os sorteios das edições da Tele Sena Semanal são exibidos no Programa do Luís Ricardo. 

## Controvérsias
Em 19 de agosto de 1994, a SUSEP, órgão regulador de previdência, seguros e capitalizações, declarou não encontrar irregularidades no Papa-Tudo e na Tele Sena. No entanto, em maio de 1992, o ex-deputado estadual José Carlos Tonin (PMDB-SP) ajuizou uma ação popular, representado pelo advogado Luiz Nogueira, alegando que a Tele Sena funcionava como uma cartela de jogo disfarçada de plano de capitalização. A ação argumentava que a Tele Sena devolvia aos compradores apenas metade do valor pago (R$ 3) um ano depois, o que contrariava o decreto 261/67, que estabelece que as sociedades de capitalização devem operar como poupança. Os réus foram condenados a recolher R$ 50 milhões aos cofres públicos.
Em 1997, a Folha de S.Paulo noticiou que o juiz João Batista Gonçalves, da 6ª Vara Federal de São Paulo, em uma decisão relacionada à mesma ação popular, anulou o ato administrativo da SUSEP que autorizava a Liderança Capitalização S/A a emitir cartelas de jogo disfarçadas de título de capitalização. Segundo o juiz, a Tele Sena "não é capitalização. É jogo camuflado. Lesa o consumidor e os Correios". Ele também considerou que os contratos de comercialização da Tele Sena pelos Correios eram prejudiciais à União, sendo feitos a custo irrisório. O magistrado destacou ainda que a Tele Sena foi adaptada para ser vendida às classes menos favorecidas como uma loteria, com valor de devolução reduzido à metade após um ano, iludindo os consumidores com propaganda enganosa.
Em 2001, desembargadores do Tribunal Regional Federal de São Paulo iniciaram uma ação pedindo o fim da Tele Sena. Em uma carta manuscrita, enviada para sensibilizar os desembargadores que analisavam a apelação cível da ação popular que questionava a legalidade da Tele Sena, Silvio Santos revelou como conseguiu evitar a falência do SBT quase dez anos antes. Ele admitiu ter criado a Tele Sena em 1991 para cobrir os prejuízos do SBT, que não conseguia se sustentar e crescer apenas com publicidade e os lucros do carnê Baú da Felicidade.
Silvio Santos defendeu a legalidade da Tele Sena, argumentando que seu fim poderia levá-lo à falência, prejudicando o SBT e favorecendo a Globo. Segundo ele, até o pacote de filmes da Warner e da Disney, que o SBT exibia e que superava a Globo em audiência, foi viabilizado pela Tele Sena. Ele afirmou ainda que a Tele Sena gerou, em oito anos, um lucro que sustentava todas as empresas do grupo, que enfrentavam prejuízos devido aos altos investimentos na rede de TV e na abertura de novos negócios, como Internet, TV a cabo e banco.
A carta foi enviada à desembargadora federal Therezinha Cazerta, que interpretou o conteúdo como uma confissão de que a Tele Sena é uma "loteria disfarçada de título de capitalização". A desembargadora votou contra a Tele Sena, argumentando que o documento, "em vez de socorrê-lo, acaba por ratificar ainda mais que a Tele Sena é ilegal e lesiva à moralidade administrativa", concluindo que "Na verdade, a Tele Sena somente enriquece o senhor Silvio Santos".
Em novembro de 1999, o relator do processo, desembargador Newton de Lucca, já havia dado voto contra a Tele Sena, concluindo pela sua ilegalidade, embora tenha reformado a decisão sobre a multa de R$ 50 milhões. Em seu voto, o desembargador federal destacou que a Tele Sena representa um "desvio de finalidade" do decreto 261/67, não "cria poupança" e se aproveita do "apelo lúdico dos sorteios", promovidos pelo "homem de vendas mais prestigiado da TV brasileira".
Em 2002, o Ministério Público Federal acusou a Liderança Capitalização de "apropriação indevida" de R$ 2,3 bilhões, de um faturamento total de R$ 5,75 bilhões obtido pela Tele Sena nos últimos 11 anos, com a venda de cartelas. A procuradora regional da República, Maria Iraneide Olinda Santoro Facchini, concluiu que a Tele Sena não funcionava como um título de capitalização, como havia sido inicialmente concebido e aprovado, mas sim como um jogo de azar comum. Segundo o parecer, a Tele Sena "é uma aventura que descapitaliza a população carente e enriquece o Grupo Silvio Santos". Embora a Tele Sena tenha sido condenada em primeira instância, a Justiça considerou legal o contrato de venda de cartelas entre o Grupo Silvio Santos e a ECT (Empresa Brasileira de Correios). No entanto, a procuradora afirmou em seu parecer que o contrato era lesivo.
Em 2007, por decisão unânime, o Superior Tribunal de Justiça (STJ) reconheceu a legalidade da Tele Sena. Os ministros, seguindo o entendimento do relator, ministro Luiz Fux, anularam a decisão da Justiça Federal da 3ª Região, concluindo que o autor da ação popular não tinha legitimidade para propor ação visando à anulação de contratos entre uma pessoa jurídica e outras entidades, nem para pleitear a defesa de outros consumidores ou reivindicar valores obtidos com a venda dos títulos de capitalização. Posteriormente, foi aberto um processo na Corte Especial do STJ para apurar possível parcialidade do ministro Luiz Fux em favor da empresa Liderança Capitalização S/A.

Em novembro de 1994, uma vencedora queimou seu bilhete premiado, no valor de 50 mil reais, durante um culto em uma igreja Assembleia de Deus em Fortaleza. A mulher alegou que o pastor havia chamado a "Tele Sena" de "coisa do diabo" e a incitou a queimar o bilhete para "se salvar do fogo do inferno". Mesmo desempregada e com três de seus sete filhos doentes, ela destruiu o bilhete junto com seus documentos. Posteriormente, foi agredida pelo marido e tentou, em vão, reclamar o prêmio.